# 19476 Denduluri
19476 Denduluri è un asteroide della fascia principale. Scoperto nel 1998, presenta un'orbita caratterizzata da un semiasse maggiore pari a 2,7458818 UA e da un'eccentricità di 0,0267186, inclinata di 1,96353° rispetto all'eclittica.